# Owaneco
Owaneco (* 16. Jahrhundert; † 1628), auch als Uncas der Ältere bekannt, war ein Sachem der Pequot, einem Algonkin sprechenden Indianerstamm im heutigen US-Bundesstaat Connecticut. Sein Sohn war Uncas, der als gefürchteter Sachem der Pequot und Mohegan und Freund der englischen Kolonisten bekannt wurde. 
Owanecos Hauptdorf hieß Montonosuck und lag in der Nähe des heutigen Norwich in Connecticut. 1626 arrangierte Owaneco die Ehe zwischen seinem Sohn Uncas und der Tochter des obersten Sachems der Pequot namens Tatobem, um die Allianz zwischen beiden Stämmen, Mohegan und Pequot, zu festigen und gleichzeitig einen Machtausgleich zu suchen. Kurze Zeit später starb Owaneco und Uncas musste sich Tatobem unterordnen. Da er gegen seinen Schwiegervater intrigierte, floh er anfangs zu den Narragansett und später zu den Mohegan, welche nur noch wenige überlebende Krieger in ihrem Stamm hatten. Sie erkannten Uncas kurze Zeit darauf als ihren Sachem an. Unter seiner Führung spalteten sich die Mohegan von den Pequot ab und bildete einen eigenen Stamm. 
Zu dieser Zeit wurden Mohegan und Pequot gemeinsam von Sachem Sassacus geführt, bis eine Rebellion des Unterhäuptlings Uncas den Stamm spaltete. Uncas verweigerte Sassacus die Gefolgschaft und verließ schließlich mit 50 Kriegern und ihren Familien die Pequot-Dörfer. Sie siedelten in einem neuen Dorf am Connecticut River nördlich des heutigen Lyme und nannten sich jetzt Mohegan. Uncas gelang es schließlich, seine Gruppe derart zu vergrößern, dass sie von Sassacus nicht mehr zur Rückkehr gezwungen werden konnten.
Drei von Owanecos Kindern sind bekannt: Eine Tochter Wequot und ein Sohn Wawequa, der den Sachem der Narraganset Miontonomo ermordete. Am bekanntesten wurde aber der Halbbruder der beiden, Uncas, der aus der Verbindung zwischen Owaneco und seiner Frau Mo-Kunnup, der Tochter des Sachems der Podunk namens Arramamet, hervorging.